# Loening OL

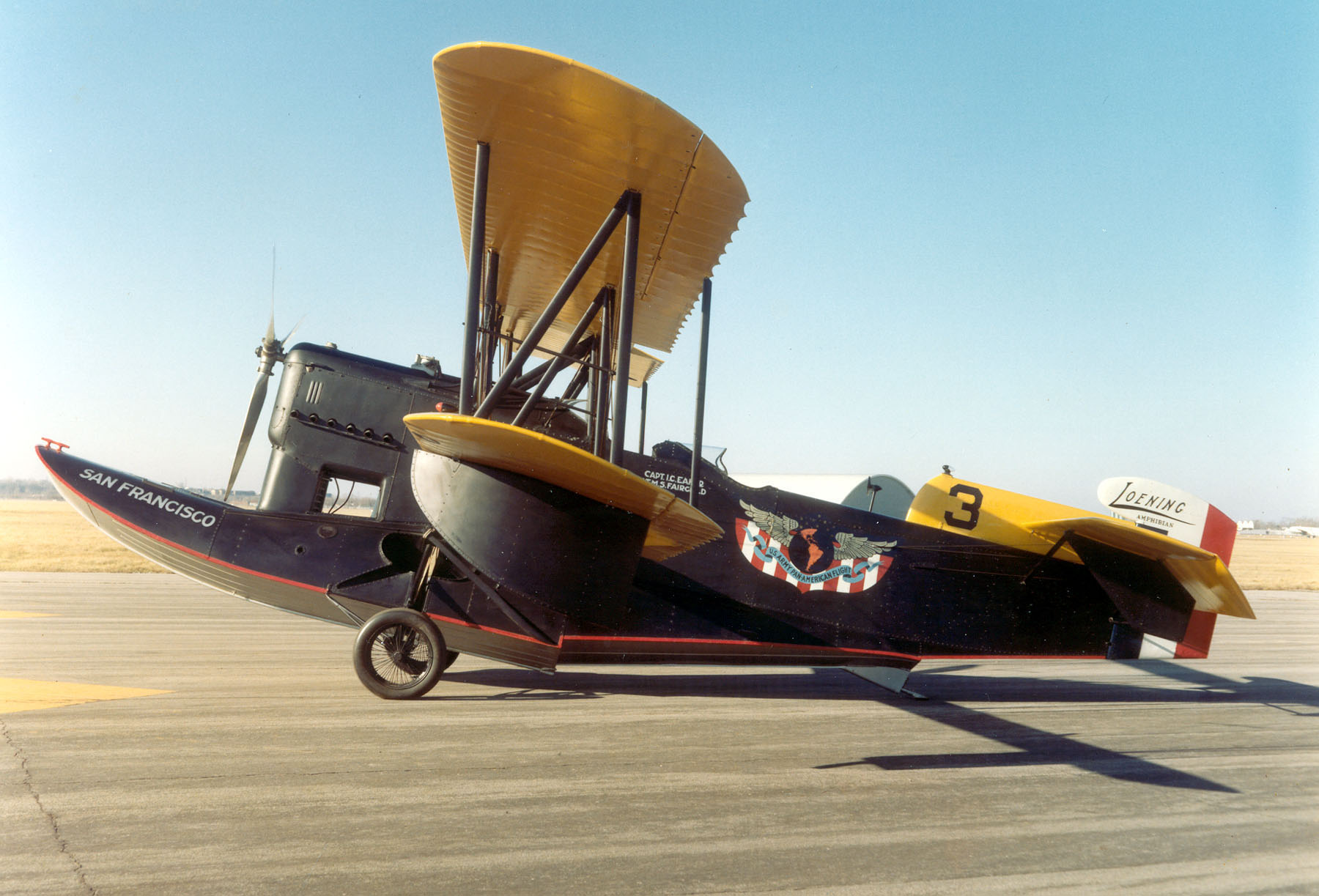
Loening OA-1A

Die Loening OL war ein amerikanisches Amphibienflugzeug aus dem Jahr 1923, das von der Loening Aircraft Engineering gefertigt wurde. Es wurde in größeren Stückzahlen bei der US Navy, der US Coast Guard und beim United States Army Air Corps als Aufklärungsflugzeug eingesetzt.

## Entwicklung
Die Loening OL flog erstmals im Jahre 1923. Sie hatte einen großen Zentralschwimmer sowie zwei kleine Seitenschwimmer. Als Amphibienflugzeug besaß sie ein einklappbares Fahrwerk und einen Hecksporn. Als Motor kam ein Liberty V12-A (V-1650) mit 420 PS (309 kW) zum Einsatz. Es wurde eine ganze Reihe von Varianten gebaut, die sich meist nur im Motor und kleineren Tragflächenveränderungen unterschieden. Die letzte Variante war die OL-9, diese wurde bereits zusammen mit der Keystone Aircraft Corporation gebaut. 1927 hatte sich der Hersteller, unter dem Gründer Grover Loening, mit Keystone zusammengeschlossen.
Die US Army bestellte zwischen 1924 und 1928 45 Maschinen, die hauptsächlich auf Hawaii und auf den Philippinen eingesetzt wurden. 15 dieser Maschinen waren von Typ OA-1A, dies war die Bezeichnung bei der US Army. Insgesamt wurden 165 Maschinen gebaut. Die US Navy überstellte 1925 drei Maschinen zur Wetterbeobachtung nach Kuba. Die US Coast Guard erhielt im Oktober 1926 drei Maschinen vom Typ OL-5.
Die OA-1A bildete später die Basis für ein sehr ähnliches Flugzeug, die Grumman J2F Duck.

## Pan American Good Will Tour 1926/1927
Nach dem großen Erfolg durch die Weltumrundung mit der Douglas DWC fiel die Entscheidung zu einer Good Will Tour über Mexiko, Mittel- und Südamerika. Am 21. Dezember 1926 starteten fünf OA-1A von San Antonio (Texas). Die Tour führte durch 25 Länder über 35.200 km.
Die Flugstrecke ging über Mexiko, Guatemala, El Salvador, Honduras, Nicaragua, Costa Rica und Panama. Weiter ging es über Kolumbien, Ecuador, Peru, Bolivien nach Valdivia in Chile. Die Gruppe überflog die Anden nach Bahía Blanca in Argentinien. Der Rückflug ging dann über Uruguay, Paraguay, Brasilien, Guayana, Venezuela zu den Westindischen Inseln. Am 2. Mai 1927 landeten die Flugzeuge in Washington, D.C.

## Technische Daten

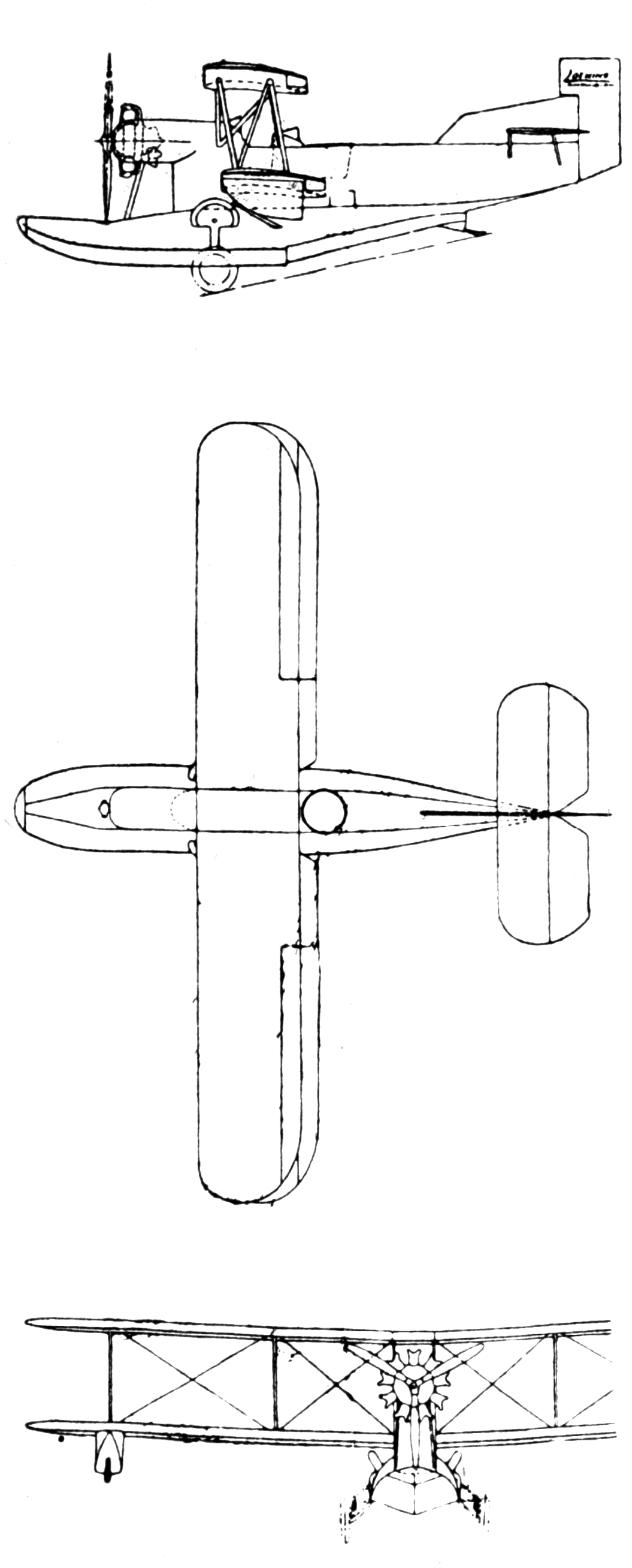
Dreiseitenansicht

| Kenngröße             | Daten Loening OA-1A                                 |
| --------------------- | --------------------------------------------------- |
| Besatzung             | 2                                                   |
| Passagiere            | 1                                                   |
| Länge                 | 10,7 m                                              |
| Spannweite            | 13,9 m                                              |
| Flügelfläche          | 47 m²                                               |
| Höhe                  | 3,5 m                                               |
| Leermasse             | 1725 kg                                             |
| Startmasse            | 2345 kg                                             |
| Antrieb               | ein Liberty V12-A (V-1650) mit 420 PS (309 kW)      |
| Höchstgeschwindigkeit | 196 km/h                                            |
| Reichweite            | 1207 km                                             |
| Dienstgipfelhöhe      | 4114 m                                              |
| Bewaffnung            | ein starres 7,7-mm-MG und zwei bewegliche 7,7-mm-MG |

## Museumsflugzeug
Nach der Pan American Good Will Tour 1927 wurde eine Maschine, die „San Francisco“, dem Smithsonian Institute übergeben und 1964/65 komplett restauriert. Sie steht heute im USAF-Museum auf der Wright-Patterson Air Force Base in Dayton (Ohio).